# Veronica Carlson
Veronica Carlson, nata Veronica Mary Glazier (Emley, 18 settembre 1944 – Bluffton, 27 febbraio 2022), è stata un'attrice britannica.

## Filmografia parziale

### Cinema
- Ci divertiamo da matti (Smashing Time), regia di Desmond Davis (1967)
- Trafficanti del piacere (Hammerhead), regia di David Miller (1968)
- Le amanti di Dracula (Dracula Has Risen from the Grave), regia di Freddie Francis (1968)
- Distruggete Frankenstein! (Frankenstein Must Be Destroyed), regia di Terence Fisher (1969)
- Circolo vizioso (Crossplot), regia di Alvin Rakoff (1969)
- Pussycat, Pussycat, I Love You, regia di Rod Amateau (1970)
- Gli orrori di Frankenstein (The Horror of Frankenstein), regia di Jimmy Sangster (1970)
- Vampira, regia di Clive Donner (1974)

### Televisione
- Spyder's Web - serie TV, 13 episodi (1972)